# Szent Mihály és Gábriel arkangyalok fatemplom (Szilágynádasd)
A szilágynádasdi Szent Mihály és Gábriel arkangyalok fatemplom műemlékké nyilvánított épület Romániában, Szilágy megyében. A romániai műemlékek jegyzékében az  SJ-II-m-A-05085 sorszámon szerepel.